# Parada de La Goteta-Plaza Mar 2 del TRAM d'Alacant
La Goteta-Plaza Mar 2 és una parada del TRAM Metropolità d'Alacant on presta servei la línia 2. Es troba al barri de la Goteta. En el vessant de la Serra Grossa, enfront del centre comercial Plaza Mar 2.

## Característiques
En aquesta estació presta servei la línia 2 del Tram d'Alacant. Disposa de dues andanes i dues vies.
A l'estació paren els tramvies de la línia 2. Aquesta està operativa entre les 6.00 i les 23.00 hores, amb una freqüència de 15 minuts que es redueix a 8 minuts en les hores punta acordades amb la Universitat d'Alacant, i de 30 minuts entre les 6.00 i les 7.00 del matí i entre les 22.00 i les 23.00 hores.

## Accessos
A aquesta estació s'accedeix des del carrer Verge de les Injúries, a Alacant:
- Des de carrer de la Verge de les Injúries

## Línies i connexions
| << Capçalera | < Estació    | Línia | Estació >        | Capçalera >>            |
| ------------ | ------------ | ----- | ---------------- | ----------------------- |
| Estels       | MARQ-Castell |       | Bulevard del Pla | Sant Vicent del Raspeig |